# Prix Goncourt 2021
Le prix Goncourt 2021 a été attribué le 3 novembre 2021 à La Plus Secrète Mémoire des hommes de Mohamed Mbougar Sarr.

## Sélections

### Première sélection
La première sélection du prix Goncourt 2021 a été dévoilée le mardi 7 septembre 2021. La nomination du roman Les Enfants de Cadillac de François Noudelmann a suscité la polémique, car l'auteur est le compagnon de Camille Laurens qui fait partie du jury remettant.
| Auteur                   | Ouvrage                            | Éditeur                   |
| ------------------------ | ---------------------------------- | ------------------------- |
| Christine Angot          | Le Voyage dans l'Est               | Flammarion                |
| Anne Berest              | La Carte postale                   | Grasset                   |
| Sorj Chalandon           | Enfant de salaud                   | Grasset                   |
| Louis-Philippe Dalembert | Milwaukee Blues                    | Éditions Sabine Wespieser |
| Agnès Desarthe           | L'Éternel fiancé                   | L'Olivier                 |
| David Diop               | La Porte du voyage sans retour     | Le Seuil                  |
| Clara Dupont-Monod       | S'adapter                          | Stock                     |
| Elsa Fottorino           | Parle tout bas                     | Mercure de France         |
| Patrice Franceschi       | S'il n'en reste qu'une             | Grasset                   |
| Lilia Hassaine           | Soleil amer                        | Gallimard                 |
| Philippe Jaenada         | Au printemps des monstres          | Mialet-Barrault           |
| François Noudelmann      | Les Enfants de Cadillac            | Gallimard                 |
| Maria Pourchet           | Feu                                | Éditions Fayard           |
| Abel Quentin             | Le Voyant d'Étampes                | L'Observatoire            |
| Mohamed Mbougar Sarr     | La Plus Secrète Mémoire des hommes | Éditions Philippe Rey     |
| Tanguy Viel              | La Fille qu'on appelle             | Éditions de Minuit        |

### Deuxième sélection
La deuxième sélection est dévoilée le 5 octobre 2021.
| Auteur                   | Ouvrage                            | Éditeur                   |
| ------------------------ | ---------------------------------- | ------------------------- |
| Christine Angot          | Le Voyage dans l'Est               | Flammarion                |
| Anne Berest              | La Carte postale                   | Grasset                   |
| Sorj Chalandon           | Enfant de salaud                   | Grasset                   |
| Louis-Philippe Dalembert | Milwaukee Blues                    | Éditions Sabine Wespieser |
| Agnès Desarthe           | L'éternel fiancé                   | L'Olivier                 |
| Clara Dupont-Monod       | S'adapter                          | Stock                     |
| Abel Quentin             | Le Voyant d'Étampes                | L'Observatoire            |
| Mohamed Mbougar Sarr     | La Plus Secrète Mémoire des hommes | Éditions Philippe Rey     |
| Tanguy Viel              | La Fille qu'on appelle             | Éditions de Minuit        |

### Troisième sélection
La troisième sélection est dévoilée le 26 octobre 2021.
| Auteur                   | Ouvrage                            | Éditeur                   |
| ------------------------ | ---------------------------------- | ------------------------- |
| Christine Angot          | Le Voyage dans l'Est               | Flammarion                |
| Sorj Chalandon           | Enfant de salaud                   | Grasset                   |
| Louis-Philippe Dalembert | Milwaukee Blues                    | Éditions Sabine Wespieser |
| Mohamed Mbougar Sarr     | La Plus Secrète Mémoire des hommes | Éditions Philippe Rey     |